# Shirley Cruz
Shirley Cruz Traña (San José, 28 augustus 1985) is een Costa Ricaans voetbalster die bij voorkeur als middenvelder speelt. Ze speelt voor OL Reign .

## Clubcarrière
Cruz begon haar profloopbaan in 2005 bij Olympique Lyonnais. Met de Franse club won ze zes landstitels op rij (2007, 2008, 2009, 2010, 2011, 2012), tweemaal de Coupe de France Féminine (2008, 2012) en twee keer de UEFA Women's Champions League (2011, 2012). In 2012 vertrok ze naar Paris Saint-Germain, waarmee Cruz in 2015 de finale van de Champions League haalde.

## Interlandcarrière
Cruz debuteerde op de CONCACAF Gold Cup 2002 voor het Costa Ricaans nationaal elftal. Ze nam in 2015 deel aan het WK in Canada. Cruz was aanvoerder op dit toernooi en speelde in alle drie de groepswedstrijden van Costa Rica.